# Avipal
Az Avipal S.A. csoport (az Aviário Porto-Alegrense rövidítése) egy brazíliai agrárvállalkozás, amely a tej, a hús (baromfi és sertés) és a gabona szegmensében: Elegê, Avipal és Granóleo részlegein keresztül.
1959-ben alapították Porto Alegre-ben. Kezdetben csak a hús és a gabona szegmensében működött. Terjeszkedési folyamatát a Granóleo megvásárlásával kezdte meg 1976-ban. 1985-ben tőzsdére lépett a São Paulo-i tőzsdén, 1996-ban pedig felvásárolta a Laticínios CCGL S.A. vállalatot. Bevétele meghaladja az évi 1,5 milliárd reált, körülbelül nyolcezer alkalmazott és 89 ipari és kereskedelmi egységre van osztva Brazíliában.
A tejágazatban Amerika legnagyobb tartós tejtermelője és az egyik legnagyobb brazil sajtgyártó. A Rio Grande do Sul-ban található feldolgozó üzemei évente körülbelül 750 millió liter tejet dolgoznak fel, amely ezután az Elegê, Santa Rosa, Dobon és El Vaquero márkákkal látja el a brazil piacot.
A hús területén ipari egységekkel rendelkezik Rio Grande do Sul, Mato Grosso do Sul és Bahia államokban, és évente mintegy 210 millió madarat dolgoz fel.
A gabona szegmensben évente több mint 1,2 millió tonnát (szóját és kukoricát) termel, amelynek nagy részét saját feldolgozásra.
1998 óta a Jornal do Comércio, egy Brazília déli részéből származó újság végzi a "Marcas de Quem Decide" felmérést, ezek alapján a tej és tejtermékek szegmensben leginkább az Elegê márkára emlékeztek.
A francia Lactalis csoport 2014-ben vásárolta meg az Elegê és a Batavo márkákat a konglomerátumtól.